# Snemanden (børnebog)
 For alternative betydninger, se Snemanden. (Se også artikler, som begynder med Snemanden)
Snemanden (org. titel The Snowman) er en britisk børnebog af Raymond Briggs, der senere er lavet som animationsfilm, der ofte vises d. 24. eller 25. december. Kendt fra tegnefilmen er også titelmelodien "Walking in the Air", der bl.a. er blevet genindspillet af Nightwish.

## Handling
Drengen James vågner op julemorgen, og ser at der er dækket af sne udenfor. Han bygger en snemand, men om natten bliver snemanden levende og leger med James og hans julegaver. Efter at James har imponeret snemanden, vil snemanden vise James sin verden. Efter en tur på en motorcykel begynder de at flyve, langt over jorden, og snemanden tager James rundt omkring i verden. De ender ved en forsamling af snemænd på nordpolen hvor også julemanden er. James får et halstørklæde af julemanden, og de flyver tilbage til James hjem. Dagen efter er sneen væk, og det samme er snemanden.